# تشارلز الكسندر بروس
تشارلز الكسندر بروس (بالإنجليزية: Charles Alexander Bruce)‏ هو كاتب سريلانكي، ولد في 11 يناير 1793، وتوفي في 23 أبريل 1871.